# Isabel Díaz Ayuso

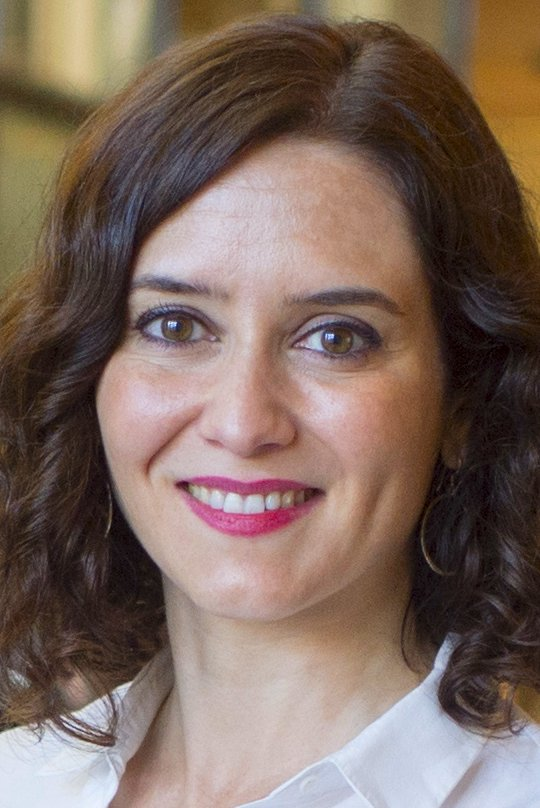
Isabel Díaz Ayuso, März 2019

Isabel Díaz Ayuso (* 17. Oktober 1978 in Madrid) ist eine spanische Politikerin des Partido Popular (PP). Sie ist seit August 2019 Präsidentin der Regionalregierung der Autonomen Gemeinschaft Madrid.

## Biographie
Díaz Ayuso wuchs im Madrider Stadtteil Chamberí auf. Sie hat einen Bruder und ist Katholikin.
Ayuso studierte Journalismus und Politische Kommunikation an der Universität Complutense Madrid. Anschließend arbeitete sie für diverse Radiosender und Zeitungen. Als Journalistin war sie zudem in Spanien, Ecuador und Irland tätig.
Díaz Ayuso war für die Onlinewahlkampagne der früheren Regionalpräsidentin Madrids, Cristina Cifuentes, verantwortlich. Darüber hinaus arbeitete sie seit 2008 für den PP im Onlinebereich. Díaz Ayuso wurde 2011 für ihre Partei in das Regionalparlament Madrids gewählt.

## Wahl zur Regionalpräsidentin

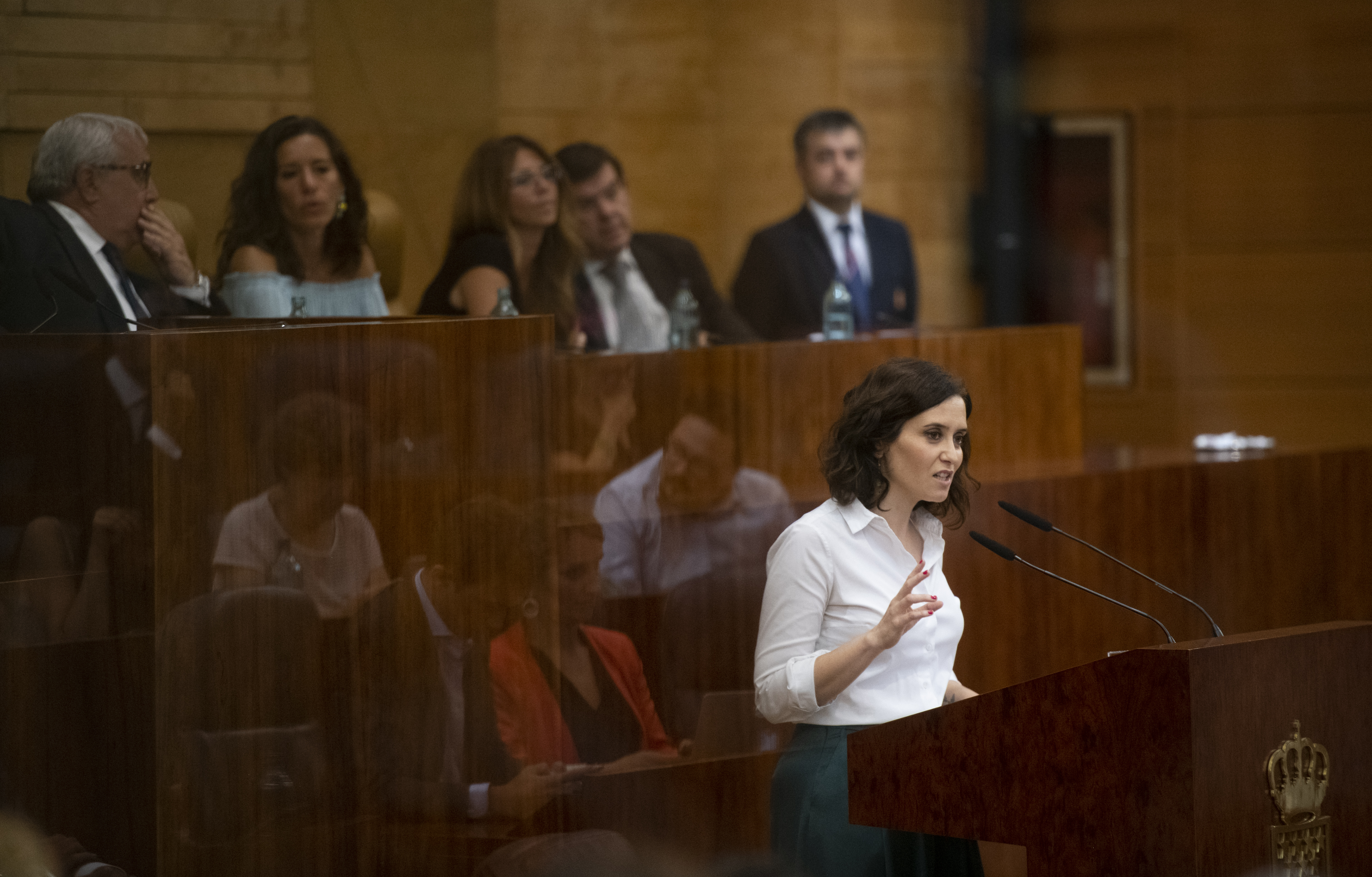
Isabel Díaz Ayuso am 14. August 2019, dem Tag ihrer Wahl zur Regionalpräsidentin der Region Madrid

Nachdem der PP bei den Regionalwahlen in Madrid im Mai 2019 auf 22,2 % der Stimmen abgestürzt war, nahm die Partei Koalitionsgespräche mit den Parteien Ciudadanos und der rechts außen stehenden Vox auf. Die Gespräche der konservativen Vereinigungen verliefen erfolgreich, da diverse politische Forderungen seitens der Vox von den beiden anderen Parteien akzeptiert wurden. Die Übereinkunft, mit der Díaz Ayuso zur neuen Regionalpräsidentin von Madrid gewählt wurde, war nach den Wahlen in Andalusien und Murcia bereits die dritte dieser Art zwischen der PP, Ciudadanos und Vox.
Regionalpräsidentin Díaz Ayuso setzte im März 2021 Neuwahlen für Mai in der Region Madrid an, vorgeblich, um einem Misstrauensvotum gegen sie zuvorzukommen. Umfragen zufolge konnte sie, die sich gegen den Regierungschef Pedro Sánchez (PSOE) positioniert hatte, damit rechnen, mit der PP stärkste Kraft zu werden und mit Vox eine Regierung bilden zu können. Zur Zusammenarbeit mit der rechtspopulistischen Vox, erklärte sie: „Ich habe keine Probleme, einen Pakt mit Vox zu schließen. Wenn sie dich als Faschistin bezeichnen? Dann stehst du auf der richtigen Seite der Geschichte.“

## Politische Positionen
Díaz Ayuso gilt als den konservativen Politikern Pablo Casado, Esperanza Aguirre und José María Aznar nahestehend und sieht die rechtspopulistische Partei Vox weniger kritisch, als Ex-Premierminister Mariano Rajoy es tat. Díaz Ayuso zeigte sie sich in der Vergangenheit freundlich gegenüber Israel. Sie ist eine Gegnerin des Chavismus und will das venezolanische Exil-Wählerpotential politisch nutzen, hierzu arbeitet sie mit dem Venezolaner Gustavo Eustache. Sie lehnt feministische Positionen und das Recht auf Schwangerschaftsabbruch ab. Seit den Kommunalwahlen von 2021 benutzt der PP den Slogan „Kommunismus oder Freiheit“, womit er an verbreitete tradierte Ängste appelliert. Díaz Ayuso hat den Ministerpräsidenten Pedro Sánchez (PSOE) als „Diktator“ bezeichnet.
Díaz Ayuso leugnete wiederholt die gesundheitlichen Auswirkungen der Umweltverschmutzung (insbesondere durch Verkehr), so sagte sie in einem Radio-Interview: „Nadie ha muerto de esto [contaminación]. No quiero que se genere una alarma de salud pública porque no la hay.“ (deutsch: „Niemand ist daran gestorben. Ich möchte keinen öffentlichen Gesundheitsalarm ausrufen, weil dieser nicht besteht“). Wissenschaftler und Gesundheitsexperten widersprachen dieser Aussage und gaben an, dass in Spanien pro Jahr ca. 10.000 Menschen an Umweltverschmutzung sterben. Wegen lockeren Regeln zur Eindämmung der Covid-19-Pandemie – Restaurants, Kneipen, Kinos, Museen und andere Freizeiteinrichtungen blieben geöffnet – avancierte sie zu Beginn des Jahres 2021 „zur Heldin der Gastronomen, Unternehmer und des Party-Volks“.
Die durch Menschen verursachte Klimakrise bezeichnet sie als eine Agenda wider die wissenschaftliche Erkenntnis. Sie sei motiviert durch politisches Interesse der Linken und geschäftliches Interesse von Start-up-Unternehmen, sagte sie in einer Rede vor dem Parlament der autonomen Gemeinschaft Madrid im November 2022. Man könne nicht entgegen wissenschaftlicher Evidenz vorgehen, nur weil man ständig den Kommunismus im Sinn habe. Wörtlich sagte sie unter anderem:

«Lo que hay aquí es algo diferente: más bien una agenda que se propaga por muchos lugares del mundo que, a mi juicio, en algunas ocasiones se convierte en una gran estafa porque responde a lobbys, a empresas e imposiciones de nuevos mercados para que empresas emergentes a las que ustedes les hacen siempre el caldo se hagan fuertes a manos de empobrecer cada vez más a más ciudadanos.»

„Hier handelt es sich um etwas anderes: viel eher um eine Agenda, die in vielen Teilen der Welt propagiert wird. Nach meiner Meinung stellt sie sich gelegentlich als großer Schwindel heraus, weil sie auf Lobbys, auf Unternehmen und auf das Drängen neuer Märkte reagiert, so dass man junge Unternehmen ihr Süppchen kochen und stark werden lässt, während mehr und mehr Bürger verarmen.“

## Maskenaffäre
Am 17. Februar 2022 gab Ayuso zu, dass ihr Bruder Geld von dem Unternehmen erhalten hatte, dem ihre Regierung während der Coronavirus-Pandemie einen Auftrag über 1,5 Millionen Euro für den Ankauf von Masken erteilt hatte. Ayuso hatte zuvor erfahren, dass ihr Bruder von der nationalen Parteileitung durch einen Privatdetektiv in diesem Zusammenhang bespitzelt wurde, und warf der Parteiführung sowie Pablo Casado vor, sie auf grausame und ungerechtfertigte Weise verfolgt zu haben. Der Skandal führte dazu, dass Ayuso direkt mit Pablo Casado in Konflikt geriet. Als dieser keine konkreten Beweise für einen Verstoß gegen das Gesetz durch Ayuso oder ihren Bruder vorlegte, wurde er zum Rücktritt gezwungen, während sie das Drama relativ unbeschadet überstand. Am 24. Februar bestätigte die Autonome Gemeinschaft Madrid, dass der Betrag, den ihr Bruder erhalten hatte, sich auf 283.000 Euro beläuft, aufgeteilt auf vier Rechnungen, von denen drei, wie Ayuso betonte, nichts mit dem 1,5-Millionen-Euro-Vertrag für den Ankauf der Masken zu tun hatten.

## Kabinette
- Kabinett Díaz Ayuso I
- Kabinett Díaz Ayuso II
- Kabinett Díaz Ayuso III